# Akt zjednoczenia narodowego
Akt zjednoczenia narodowego – porozumienie zawarte 14 marca 1954 roku w Londynie przez „upełnomocnionych przedstawicieli stronnictw i ugrupowań, zarówno tych, które działały w niepodległej Polsce, jak i powstałych na obczyźnie”. Miało ono zakończyć konflikt Rady Politycznej z obozem prezydencko-rządowym wywołany wskutek ujawnienia afery Bergu. Brał w nim udział m.in. Kazimierz Sosnkowski.
Treść porozumienia dotyczyła m.in.:
- utworzenia Rady Jedności Narodowej (Tymczasowej Rady Jedności Narodowej) i przejęcia przez nią części uprawnień prezydenta zawartych w konstytucji kwietniowej;
- powołania Kazimierza Sosnkowskiego na następcę prezydenta RP na uchodźstwie Augusta Zaleskiego po upływie jego kadencji, przypadającej na lata 1947–1954.

Akt zjednoczenia narodowego nie został wcielony w życie. 3 czerwca 1954 r. odrzucił go prezydent Zaleski, który w dodatku 9 czerwca, gdy zakończyła się jego konstytucyjna 7-letnia kadencja, odmówił ustąpienia z urzędu i wyznaczenia swojego następcy. Przyczyniło się to do utrzymania aż do śmierci Zaleskiego w 1972 r. dwóch ośrodków politycznych na uchodźstwie:
- mniejszościowego – uznającego prezydenta Zaleskiego, powołany przez niego rząd i Radę Narodową;
- większościowego – uznającego Radę Trzech, Egzekutywę Zjednoczenia Narodowego, Tymczasową Radę Jedności Narodowej.

Podpisy pod Aktem Zjednoczenia złożyli przedstawiciele:
- PPS (Tomasz Arciszewski i Artur Szewczyk),
- Stronnictwa Narodowego (Tadeusz Bielecki, Władysław Folkierski i Zygmunt Berezowski),
- Polskiego Ruchu Wolnościowego „Niepodległość i Demokracja” (Rowmund Piłsudski, Jan Radomyski i Tymon Terlecki),
- Polskiego Stronnictwa Ludowego Odłam Jedności Narodowej (Mieczysław Thugutt i Kazimierz Łęczyński),
- Ligi Niepodległości Polski (Michał Grażyński i Bohdan Podoski),
- Niezależnej Grupy Społecznej (gen. Zygmunt Podhorski, Stanisław Lis, Krystyn Ostrowski, Zygmunt Szadkowski i dr Tadeusz Bugayski),
- Komitetu Zagranicznego Stronnictwa Pracy (Władysław Bałda i Juliusz Malinowski – prezes),
- Stronnictwa Pracy (gen. Józef Haller i Bronisław Kuśnierz)[3].